# 新卡捷里尼夫卡 (韋謝利諾韋區)
47°17′19″N 31°27′26″E / 47.28861°N 31.45722°E
新卡捷里尼夫卡（烏克蘭語：Новокатеринівка），是烏克蘭南部的村莊，隸屬尼古拉耶夫州的沃茲涅先斯克區。該村始建於1930年，面積0.97平方公里，海拔高度95米，2001年人口920，人口密度每平方公里948.5人。